# Škola
Škola (starogrč. skhole - dokolica) je odgojno-obrazovna ustanova s nastavom kao središnjim poljem njezina djelovanja. U suvremenim didaktičkim shvaćanjima promatra se kao zajednica djelovanja svih njezinih subjekata: učenika, nastavnika, roditelja, stručnih suradnika, ostalih stručnjaka i djelatnika. Subjekti nastavom stječu znanja, vještine, sposobnosti i navike.